# Centre international de formation à distance
Pour les articles homonymes, voir CIFAD.
Le Centre international de formation à distance (CIFAD) est une institution privée d'Afrique de l'Ouest qui propose des formations à distance. Son siège social est situé à Abidjan, la capitale économique de la Côte d'Ivoire.

## Historique et Mission
Créé en 2010, le CIFAD est un établissement d'enseignement à distance membre du Réseau des universités des sciences et technologies des pays d'Afrique au sud du Sahara. Son rôle est de diffuser des programmes de formations et des ressources pédagogiques en ligne dans différents domaines : économie, gestion, électronique, télécommunications, génie civil et minier,.
Le CIFAD prépare à des diplômes de niveau Bac+2 à Bac+8 dont certains sont reconnus par le Conseil africain et malgache pour l'enseignement supérieur.

## Coopération internationale
Le CIFAD est la résultante d'une coopération universitaire « Nord-Sud » qui a permis de développer des partenariats avec différentes entités internationales, dont notamment :
- Université de Nantes
- Université d'Orléans
- Université de Poitiers
- Université de Tours
- Conseil africain et malgache pour l'enseignement supérieur
- Consortium pour le management de la recherche fondamentale et appliquée en Afrique au sud du Sahara
- Université de Bouaké
- Université des sciences et technologies de Côte d'Ivoire
- Institut supérieur de technologie de Côte d'Ivoire
- Université des sciences et technologies du Bénin